# Gilbués
Gilbués est une municipalité brésilienne située dans l'État du Piauí.